# Davide Zanotti
Davide Zanotti, indicato anche come David Zanotti (Bologna, 1733 – Bologna, 1808), è stato un pittore italiano, celebre quadraturista.

## Biografia
Davide Zanotti nacque a Bologna nel 1733. Discendente della nota famiglia dei Cavazzoni Zanotti, si specializzò in ornato, quadratura, scenografia e paesaggio e come progettista di arredi.
L'opera di Zanotti era rinomata per i suoi colori e la fantasia,, il suo stile ricordava quello dei Dentone e dei Colonna. Fu attivo a Bologna, Forlì e Lisbona, dove lavorò per la corte portoghese.
A Bologna dipinse con Vincenzo Armani due stanze "alla cinese" a Palazzo Hercolani. Decorò Palazzo Tacconi, la volta dell'oratorio di san Rocco e l'interno della piccola chiesa del Santissimo Nome di Maria.
Dal 1783 abitava in via Borgo di San Pietro, dove morì nel 1808.